# Fabio Maj
Fabio Maj (Schilpario, 16 de junio de 1970) es un deportista italiano que compitió en esquí de fondo. 
Participó en dos Juegos Olímpicos de Invierno, obteniendo dos medalla de plata, en la prueba de relevo, en Nagano 1998 (junto con Marco Albarello, Fulvio Valbusa y Silvio Fauner) y en Salt Lake City 2002 (con Giorgio Di Centa, Pietro Piller Cottrer y Cristian Zorzi).
Ganó dos medallas de bronce en el Campeonato Mundial de Esquí Nórdico en los años 1995 y 1999.

## Palmarés internacional
| Juegos Olímpicos   | Juegos Olímpicos                | Juegos Olímpicos  | Juegos Olímpicos |
| Año                | Lugar                           | Medalla           | Prueba           |
| ------------------ | ------------------------------- | ----------------- | ---------------- |
| 1998               | Nagano (Japón)                  | Medalla de plata  | Relevo 4 × 10 km |
| 2002               | Salt Lake City (Estados Unidos) | Medalla de plata  | Relevo 4 × 10 km |
| Campeonato Mundial |                                 |                   |                  |
| Año                | Lugar                           | Medalla           | Prueba           |
| 1995               | Thunder Bay (Canadá)            | Medalla de bronce | Relevo 4 × 10 km |
| 1999               | Ramsau (Austria)                | Medalla de bronce | Relevo 4 × 10 km |